# To Louis Kossuth
To Louis Kossuth – sonet angielskiego poety Algernona Charlesa Swinburne’a, opublikowany w tomie Poems and Ballads. Second Series z 1878. Utwór jest poświęcony osobie węgierskiego bohatera narodowego Lajosa Kossutha. Na język węgierski utwór przełożył Dezső Kosztolányi. Utwór Swinburne’a reprezentuje model sonetu francuskiego. Rymuje się abba abba cc dede. Jest napisany standardowym pentametr jambiczny (dziesięciozgłoskowcem). Mieści się w grupie wierszy Swinburne’a sławiących bojowników o wolność i republikańską demokrację, jak Wiktor Hugo i Giuseppe Mazzini.